# 障害競走

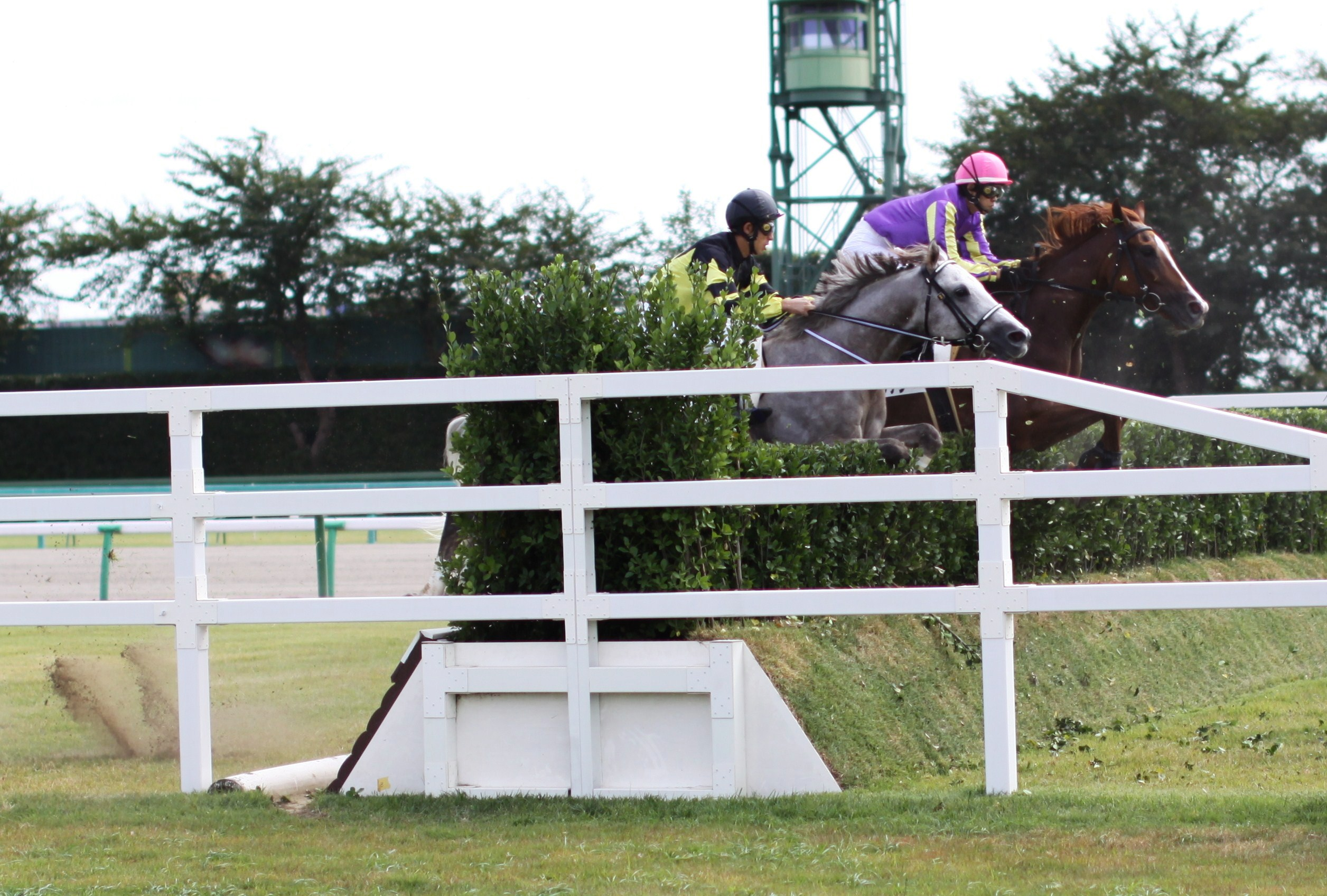
障害を飛越するパリスフォンテン（桃帽）とドンアドヴァイタ（黒帽）
2009年9月、中山競馬場

障害競走（しょうがいきょうそう）は競馬の競走の一種であり、コースに設置された障害物を飛越しながらゴールに到達する早さを競うものである。

## 概説
障害競走は途中の定められた障害の飛越を行う点で平地競走と異なるが、馬術の障害飛越競技とも異なり飛越そのものは評価の対象とならず、他の競馬の競走と同様に決勝線に到達した順に順位が決定される。また、障害飛越の際に飛越失敗による転倒や騎手の落馬が起こることがあるため、スピードを抑え安全な飛越を行わせるために競走は全て長距離で行われ、負担重量も平地より重くなるように設定されている。
イギリスやアメリカ合衆国などでは障害競走専用の競馬場が存在するが、多くは平地競走または速歩競走にも使用されている。これらと混合して開催するか、障害競走単独の開催を行うかは、その地域によって異なる。なお、発走の際に平地競走と同様にスターティングゲートを使用することは少なく、日本、オーストラリア、ニュージーランドなど一部の国に限られる。その他の地域ではスターターが旗を振って合図するもの、またはスタート地点に紐を張り、その手前に馬を整列あるいは後方に待機させ、紐を跳ね上げることによって合図とするバリアー式と呼ばれる発走方法を使用する。
走路は芝を使用し、平地競走においてダート、またはオールウェザーで競走を行っている場合でも基本的にそれらの馬場を使用することはない。ただし、一時的に横切ることはあり、日本では最後の直線走路に障害を設置せず、ダートを使用するものもある。芝コースについては障害競走専用の走路を使用する場合が多いが、平地競走を施行する競馬場では平地競走と同一のものを使用、または一部で使用することもある。
障害競走には使用する障害の種類によってハードル （置障害競走）、そしてスティープルチェイス（固定障害競走） の2つの区分を持つ国が存在し、イギリスでは2つをまとめてナショナルハントと呼称している。ハードルは小さく取り外しのできる障害であり、比較的平地競走に近い障害競走であるのに対して、スティープルチェイスは障害物が大きく生垣、空濠、水濠などの多種多様な固定障害が設置され、正確な飛越が求められる障害競走である。ただし、イギリスとアイルランドを除き国際的な規格はなく、スティープルチェイスでも障害が小規模であり、また移動可能なものもあるため厳密な区分ではない。なお、スティープルチェイスの名称は障害競走一般を指す言葉でもあるため、イギリスやアイルランドでは固定障害競走について特にチェイスと呼んでいる。また、日本で行われる障害競走は日本中央競馬会が発行する英文の刊行物においてはsteeple-chaseと表記される。
その他に障害馬専用の平地競走やノービスと呼ばれる競走経験の少ない馬限定の競走を行う国もあるが、2、3歳でほとんどの馬がデビューする平地と異なり、高齢になってから初出走を迎えることも一般的に行われているため、ダービーのような特定の馬齢に限定した競走は行われていないか、小規模となっている。

## 障害競走の起源

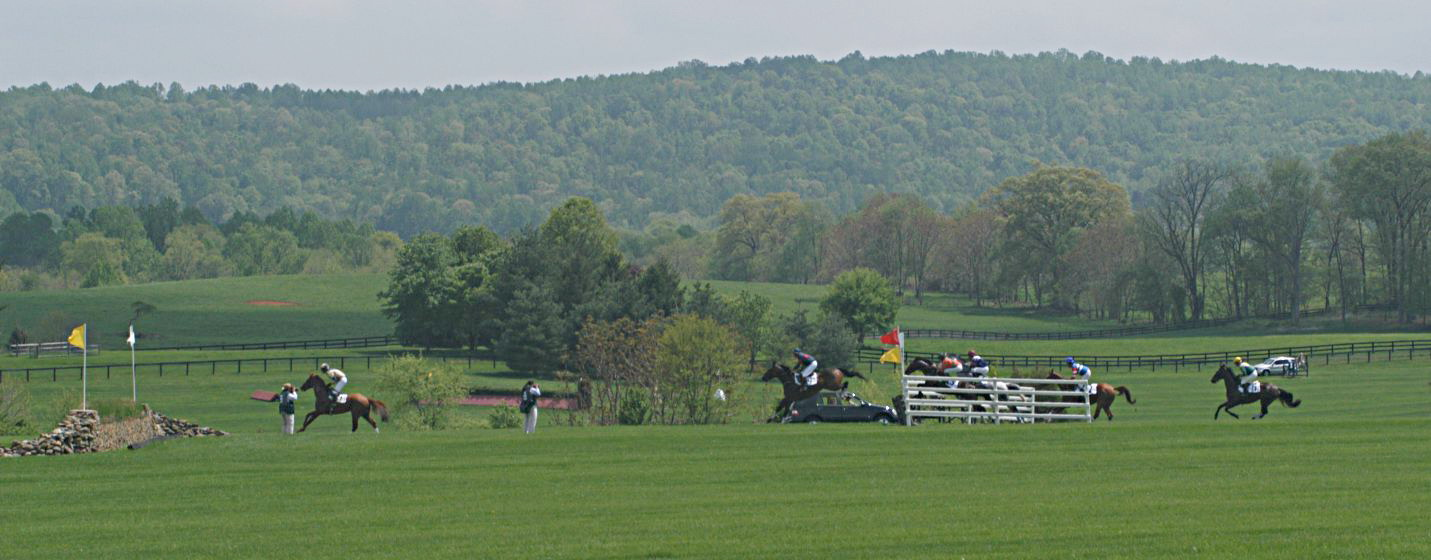

障害競走の起源には狩猟の文化が強く影響しており、初期の競走には馬に乗って猟犬を追いかけるものもあった。最初の障害競走は1752年にアイルランドにおいてコーネリアス・オーカラガンとエドマンド・ブレークとの間で行われた、バターバント教会からセントレジャー教会の尖塔（Steeple）を目指しての約4.5マイルマッチレースであるとされる。初期の障害競走は競馬場で行われるものではなく、クロスカントリーの形式で行われ、障害もレースのために用意されたものでなく、牧場の囲いや小川、天然の生垣などを飛越していた。発馬地点や走路に明確な規定はなく、通過すべき障害の地点に係員が立ち、旗を振って誘導を行った。
農村での囲い込み運動によって仕切りや開墾地の整備が進んだ結果、障害レースが容易に実行できるようになった。1788年にはウィンチェスターで2頭立ての4マイル余りのレースが、1792年にはレスタシャで記録上最初の多頭数による8マイルのスティープルチェイスが行われた。
当時の障害競走は未整備の原野で行われたため騎手、馬ともに大変危険を伴ったため、良馬を潰してしまうという批判が根強かったが、イギリス及びアイルランドで民衆の熱狂的な支持を集めた。しかし、平地競走におけるジョッキークラブのような統括組織が存在しなかったため、施行規則が整備されず不正も横行した。
しかし19世紀に入ると競馬場や人工の固定障害などが用意されはじめ、1821年には初のハードル競走がイギリスのブリストル近郊のダータムダウンで開催、1830年からは障害レースの父と称される人物、トマス・コールマンがセント・オルバンズで野原を利用したスティープルチェイスを開催、1830年代よりチェルトナム競馬場、そしてエイントリー競馬場が障害競走の中心地として認められるようになり、1836年にはエイントリー競馬場でグランドナショナルが創設される。1863年にイギリスの障害競走の全国統一機関であるNational Hunt Committeeが誕生し、1870年ごろまでに施行規則を整備した（1969年にジョッキークラブの傘下として統合される）。

## 日本の障害競走

### 歴史

#### 創設〜戦前
日本では居留地競馬の時代に障害競走が行われていた。中でも1860年9月1日に横浜外国人居留地にて開催されたレースの中に障害競走が含まれていたことが、アメリカ人商人であるフランシス・ホールの手記に記されており、これが日本の障害競走に関する最古の記録である。また、祭典競馬としても行われており、1887年5月6日に靖国神社で施行されたという記録がある。距離は500間（909m）の馬場を1周というものだった。
公認競馬の開始後は、1908年に北海道競馬会が新設した子取川競馬場（現：札幌競馬場）において障害競走を創始した。同年春季に行われた最初の競走は距離1マイルで争われ、友成玉之助所有のキンツルが122秒で優勝した。これは平地競走の走路に小規模な置障害を設置して行われるものであり、競走距離は1マイル、1マイル1/8の2種類、つまり1600m - 1800mで行われ、800m - 1800mで行われた当時の平地競走とほぼ同条件であった。その後1915年の目黒競馬場において日本で初めて障害競走専用の走路が設置された。なお専用走路の設置にあたっては、馬政局から東京競馬倶楽部に対して補助金が与えられた。
1923年に競馬法が実施された後に、それまで障害競走を実施していなかった競馬倶楽部でも次第に障害競走を行うようになった。当時は施行数が少なく競走距離は2000m前後で行われ、また障害飛越数が3回以下の競走もあるという低レベルな状況であったため、陸軍は良質な軍馬生産のため競走数の増加、競走距離の延長、また高さ120cmの固定障害や置障害を使用するなどの障害競走の高度化を指示した。
1924年に東京競馬場で障害の高さ、幅を変更した際に、騎手の拒否により春季開催での障害競走がすべて不成立になるといった混乱も見られたが、競走数は大幅に増加を辿り、同年には全国で平地競走552回に対し僅か34回であったものが、6年後の1930年には平地競走1049に対して276の競走が施行された。そして1934年には中山に坂路と大規模な障害を備えた馬場が完成し、現在まで続く中山大障害の創設がなされた。

##### 主要競走（1940年、呼馬）
| 開催場 | 競走名                   | 距離    | 1着賞金 |
| ------ | ------------------------ | ------- | ------- |
| 中山   | 中山農林省賞典障碍（春） | 芝4100m | 10000円 |
| 京都   | 古呼馬障碍特別（春）     | 芝4030m | 6000円  |
| 東京   | 古呼馬障碍特別（春）     | 芝4050m | 6000円  |
| 京都   | 古呼馬障碍特別（秋）     | 芝4030m | 6000円  |
| 東京   | 古呼馬障碍特別（秋）     | 芝4050m | 6000円  |
| 小倉   | 小倉農林省賞典障碍       | 芝4040m | 7000円  |
| 中山   | 中山農林省賞典障碍（秋） | 芝4100m | 10000円 |

- 参考 帝室御賞典15000円、東京優駿10000円、目黒記念6500円、中山四歳牝馬特別5000円

※「障碍」は1945年の当用漢字告示まで使用されていた表記である。当用漢字に「碍」が採用されず、1956年には国語審議会報告「同音の漢字による書きかえ」で「障害」への書き換えが指示された。中央競馬の競走では1970年より「碍」が「害」に、「盃」が「杯」（大阪杯など）に切り替わった。

##### 施行状況
| 年度   | 競走数 | 2300mまで | 2400m - 2980m | 3000mから | 平地競走数 |
| ------ | ------ | --------- | ------------- | --------- | ---------- |
| 1926年 | 28     | 28%       | 57%           | 15%       | 697        |
| 1929年 | 146    | 37%       | 51%           | 12%       | 1000       |
| 1932年 | 357    | 41%       | 54%           | 5%        | 1125       |
| 1935年 | 403    | 4%        | 87%           | 9%        | 1075       |
| 1937年 | 478    | 0%        | 89%           | 11%       | 1000       |
| 1939年 | 536    | 0%        | 69%           | 31%       | 953        |
| 1941年 | 598    | 0%        | 64%           | 36%       | 954        |

#### 戦後
中央競馬は1946年秋から再開したが、戦中に接収された影響で東京競馬場は本馬場も含めて全て畑、京都競馬場も固定障害が全て撤去されているなど、障害馬場の復旧には時間を要した。この年はすべて4歳馬の競走となり障害競走は行われていない。1947年春より中山競馬場で数レース行われ、秋には京都競馬場、1948年春には東京競馬場の障害馬場が完成し、その後全ての開催場で障害競走が復活した。なお、函館、札幌競馬場では1950年代半ば以降障害競走は再び休止されている。
戦後は勝利に恵まれない平地競走馬を移行させるという目的で行われていたが、戦後の混乱による馬資源の不足もあり、量の不足と質の低下を招いた。1940年前後は5歳、6歳となった競走馬はアラブ系では大半、サラ系でもその多くが障害入りしたが、戦後は賞金水準の高い南関東を筆頭に多くの古馬が地方競馬に流出し、障害入りする馬が著しく減少した。京都大障害をはじめとする障害重賞の創設や出走条件の緩和などの振興策によって改善されたものの、平地競走の出走数の急激な増加の前に水をあけられ、慢性的な頭数不足は近年になるまで完全には解消されなかった。
アラブ系障害競走も復活したが、中央競馬のアラブ系競走馬は、昭和20年代半ばより抽選馬のみ出走可能と改められた事もあって在厩頭数自体が少なく、障害競走に出走する馬はさらに少なかった。また、アラブ系障害には戦後しばらくの間は重賞競走が存在しなかったが、1956年にアラブ系障害競走の振興のため阪神競馬場でアラブ大障害が創設された。同年はサラブレッド系障害169競走に対して、アラブ系は153競走が行われ、最も施行された1958年には175競走となり、176競走行われたサラ系とほぼ同数の競走が施行された。同じ競馬場で1日に3競走（アラブ・サラ系）の障害競走が行われる事もあったが、通常は1日2競走程度の実施となっていた。
アラブ系障害競走には、1960年に中山アラブ障害特別及び東京アラブ障害特別が創設されたが、前述の理由により、出走頭数がサラ系障害競走と比べて揃わず、メンバーも固定化されていった事から、ファンの興味も低下していった。1965年にはアラブ系障害競走はわずか66競走が施行されるにとどまり、同年をもってアラブ大障害、中山アラブ障害特別、東京アラブ障害特別はいずれも廃止。翌1966年は8競走を施行し、これを最後にアラブ系障害競走は全廃された。
障害競走の施行距離、障害の難易度は、戦後に短縮、易化された。1950年代以前は中山大障害などの一部の重賞競走を除いて距離、障害数共に少なく、1956年時点では障害競走の平均施行距離は2400mだった。その後も芝コースの幅員増やダートコース新設の影響で障害コースが狭まり、スピード化に対する安全策から障害も小型化された。また騎手の負担重量の見直しも行われた。
1960年代後半になると、サラ系障害競走についても強い馬が出なくなり、人気が低下していった。競走馬生産頭数の増加に伴い平地競走の増加を求める声が上がり、関西では、不人気の繋駕速歩競走が廃止されると共に、障害競走についても競走数の削減が行われ始めた。平地競走の充実化が進むのに引き換え、障害競走に対しては賞金面での優遇にもかかわらず、出走頭数の増加が止まっていた。競走数の削減に合わせて障害専門の騎手も減り、障害競走に騎乗する騎手も大半が見習い騎手となり、技術の未熟化も進んだ。
1970年代に入ると障害を大きく、負担重量を増やしてスピードを抑える安全策に転換されたことから、一般競走の距離延長、東京の襷コースの大障害コースとするなどの障害の高度化が行われた。競走距離については1978年には平均距離が3000mを越えた。
しかし、以後も障害競走の競走数は減少の一途を辿り、サラ系障害競走は1966年にアラ系障害競走の廃止に伴い最多の250競走施行されたが、1980年には175競走、そして1997年には129競走まで落ち込んだ。重賞競走については、1984年に平地競走はグレード制導入に伴い全国発売競走となったが、障害競走については見送られ、平地競走との差が生じることになった。
そこで1999年より日本中央競馬会は以下のような番組改革を行った。
- 障害競走のグレード制導入
- 新潟障害ステークス及び小倉障害ステークスの重賞格上げ（新潟ジャンプステークス・小倉サマージャンプ）
- イルミネーションジャンプステークスなどの特別競走の増加
- 400万以下の廃止（日本の競馬の競走体系#中央競馬も参照）
- 重賞、特別競走に「ジャンプ」の名称を使用（中山大障害を除く）

他にも障害専用ファンファーレ（三枝成彰作曲）の導入や特別イベントとしてレース終了後に騎手が実際にコースを案内するミニツアーも行い、2000年より中山グランドジャンプが障害競走としては世界初となる国際招待競走となった（中山大障害も2011年から国際競走となっている）。
この改革により、障害にも飛越の安全性向上のため、踏切板を設置し、障害の側面に馬が足をぶつけても怪我をしないようにラバー加工が施された。
その後2000年の中山大障害では創設以来初となる16頭フルゲートで行われるなど競走頭数が大幅に増加し、改革後は大半の競走がフルゲートで施行されている。しかしながら、後述するように障害に騎乗可能な騎手が不足気味であり、騎手の確保問題に起因する出走取消も発生している。この問題に鑑み、2014年からは第三場（2020年までの冬季小倉競馬および夏季北海道開催は除く）での開催が基本とされることになった。
なお、地方競馬の障害競走については、各地で置き障害や襷コースを使用した障害競走が施行されていたが、1974年に廃止された春木競馬場を最後に現在は行われていない（競馬法施行令第17条の4により施行することはできる）。船橋競馬場や、旧名古屋競馬場など一部の地方競馬場には、障害コースの名残が見られる。

### 施行状況
2020年現在、年間125競走施行される。
馬のクラスは未勝利とオープンの2つのみである（かつては、未勝利、400万円以下条件、オープンと3つのクラスがあり、さらに以前には、条件戦のクラスがさらに数クラスに分類されていた）。他国で見られるハードル・ノービスの競走は行われない。賞金は競走格に応じて完全に固定されている。
競走はかつては東西主場で1日について1レースづつ（東西主場で競走が行われてる場合は第三場では競走を行わなかった）で、普通競走の場合は昼休み前に割り当てられていた（第4レースないしは第5レース）が、2014年以降、障害競走が第三場中心で行われるようになり、障害競走が2レースの場合でも同一場で障害競走が組まれるようになったため、主に土曜日の開催日で1日に障害競走が2レース行われる場合がある。
- 1980年代の終わりまでは、稀に1日2レースの障害競走が行われる日があり、その時は、平地競走を1レース挟んだ形で、第3競走と第5競走または第4競走と第6競走というように行われていた。
- 2014年以降、1日に2レースの障害競走が行われる場合は、昼休みを挟んで第4競走と第5競走の連続で行われるパターン（1月 - 4月、11月 - 12月の期間）もしくは、第1競走に行った後に平地競走を2レース挟んで昼休み前に第4競走で組まれるパターン（5月 - 10月[注釈 5]）のどちらかで行われている。
- 2019年以降、暑熱対策で、夏季競馬の全期間と、秋季競馬のうち4回阪神・4回中山の期間中は、原則として、1日2鞍施行時と、重賞・特別等を除き、障害競走は原則として、第1競走に設定される。
- 特別競走や重賞競走の場合は大半が第8競走に割り当てられている。ただしJ・G1として施行される中山グランドジャンプは第11競走、中山大障害は第10競走に組まれているほか、2023年の夏季競馬での暑熱対策など「人馬の負担を軽減する」目的から新潟ジャンプステークス、小倉サマージャンプについては、重賞競走ではあるが第4競走に編成された[注釈 6]。さらに2024年は第2回新潟競馬の開催が暑熱対策のために昼間時間帯の開催休止が実施される事となり、当該開催日程に組まれている新潟ジャンプステークスはメイン競走終了後の16時50分発走となり、第9競走に編成された（小倉サマージャンプは前年同様に第4競走で実施[注釈 7]）[10]。

東京競馬場、中山競馬場、京都競馬場、阪神競馬場、中京競馬場、小倉競馬場、新潟競馬場、福島競馬場の8つの競馬場で障害競走が施行されている。このうち、東京・中山・京都・阪神・小倉の5つの競馬場は芝コース及びダートコースの内側に固定障害の用意された専用コースがあり、これを使用して競走を行う。また、福島競馬場では次に述べる襷コースのみに固定障害が存在し、それ以外は芝コースに置障害を設置して競走を行う。また、中京・新潟では障害専用のコースがなく、全て芝コースで行われる。全ての競馬場において障害コースには決勝線がないため芝コースまたはダートコースのものを使用する。函館競馬場や札幌競馬場では障害競走は行われない。
中山・阪神・小倉・福島の4つの競馬場には、周回コースのほかに、芝コースからダートコースを横断するかたちで設けられた走路もあり、「襷コース」とよばれる。襷コースを通ると周回の向きが逆になるため、スタート時の向きがゴール時の向きと逆になっている場合があるほか、両向きで飛越される障害についてはそれに対応した形をしている。競馬場#襷も参照。
2013年までは中京・小倉・新潟・福島の裏開催（第三場としての開催時）にも行われなかったが、前述の通り2014年からは第三場としての開催が主となる。但し関東馬の輸送面を考慮し第三場開催中でも2020年までは冬の小倉開催時については障害競走は行われず、東西主場で障害競走が組まれていた。2021年から冬の小倉開催時も障害競走が行われる。
レースの発走にはスターティングゲートを使用し、出走可能頭数は中山グランドジャンプ、中山大障害が16頭、小倉競馬場の2860mの競走では12頭、その他はいずれも14頭となっている。
未勝利競走は全て3000m以下で行われ、内柵の移動によるものを除き同一の競馬場で複数の距離設定はない。特別競走ではないオープン競走は、同一の競馬場の未勝利と同距離かそれより長く、これに対する特別、重賞競走もまた同様である。オープン競走は一部の平場のオープン競走を除けば大半のレースは3000m以上となっている。
斤量は60kg前後であることが多く、最低負担重量は3歳で56kg、4歳以上は57kgである。これは70kg前後で行われる他国の競走と比べ軽量となっている。

### 障害の種類

#### 生垣
障害コースで最も設置されている数の多い障害である。障害は土台とその上部の生垣で構成され、生垣については掻き分けて飛越することが可能である。飛越側には競走馬がスムーズな飛越を行うためにその目安となる踏切板が置かれ、また土台に傾斜を設けている。両面飛越が可能な障害ではこれらが両側に設置されている。障害の高さは土台と生垣を合わせて1.4mでほぼ統一されているが、幅（進行方向から見た奥行）は1.6mから2.4mまで様々である。ただし東京・中山・京都の各競馬場で重賞のみに使用するものは「大生垣」と呼ばれ、高さは1.5mから1.6m、幅は2.0mから2.9mと通常より規模の大きい障害となっている。また、中山競馬場の大生垣は煉瓦をモチーフにした土台が使われていることから「赤レンガ」の通称で知られる。なお生垣に使われている樹はカイヅカイブキおよびマサキである。
なお以前は、地面から生垣が直接生えている障害のみ生垣障害と呼び、土の土台の上部に生垣が植えられた障害は、土塁障害と呼ばれていた。阪神や小倉のように途中から進行方向が変わるコースの場合、片面からのみ飛越するものは片面土塁（阪神の1・3号障害など）。両面から飛越するものは両面土塁（同4・7号障害など）という呼び方もされた。しかし1999年の番組改革により土塁型・生垣型ともに生垣障害という呼び名に統一、片面・両面という呼び方も廃止された。

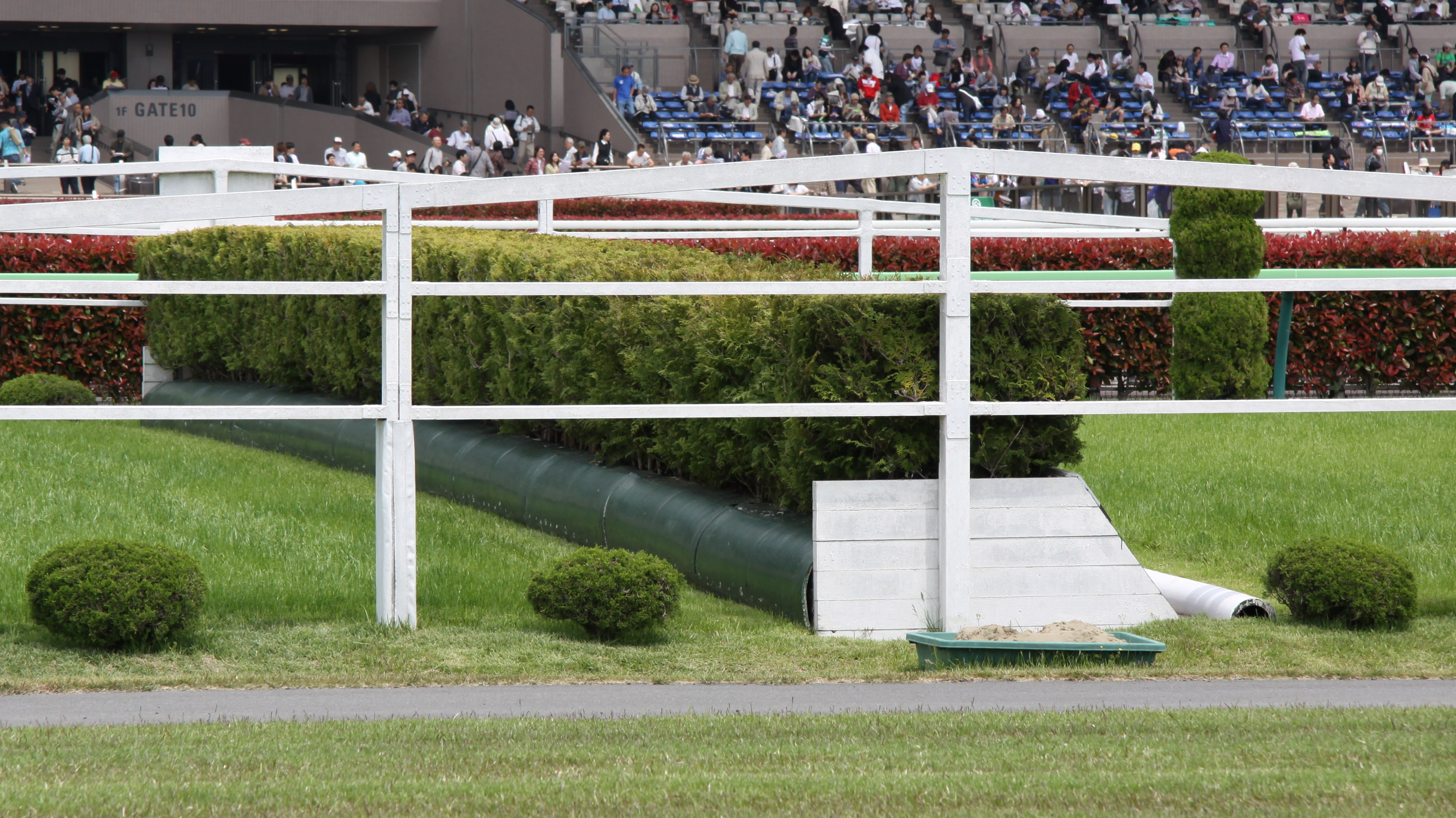

#### 竹柵
生垣と共に設置数の多い障害である。障害は土台とその上部のブラシ状に逆立てた竹柵で構成され、生垣と比較して掻き分けにくく、飛越の高さが求められる。土台には飛越側に傾斜を設けられ、また竹柵は着地側になびかせている。障害の高さは1.2mから1.4m、幅は1.45mから1.8mであり、中山・阪神・小倉の各競馬場にはクラスによって障害の高さを調節できるものが設置されている。また、東京・中山競馬場で障害重賞のみに使用する竹柵は大竹柵と呼ばれ、高さはそれぞれ1.5m、1.6m、幅は1.65m、2.05mとなっている。

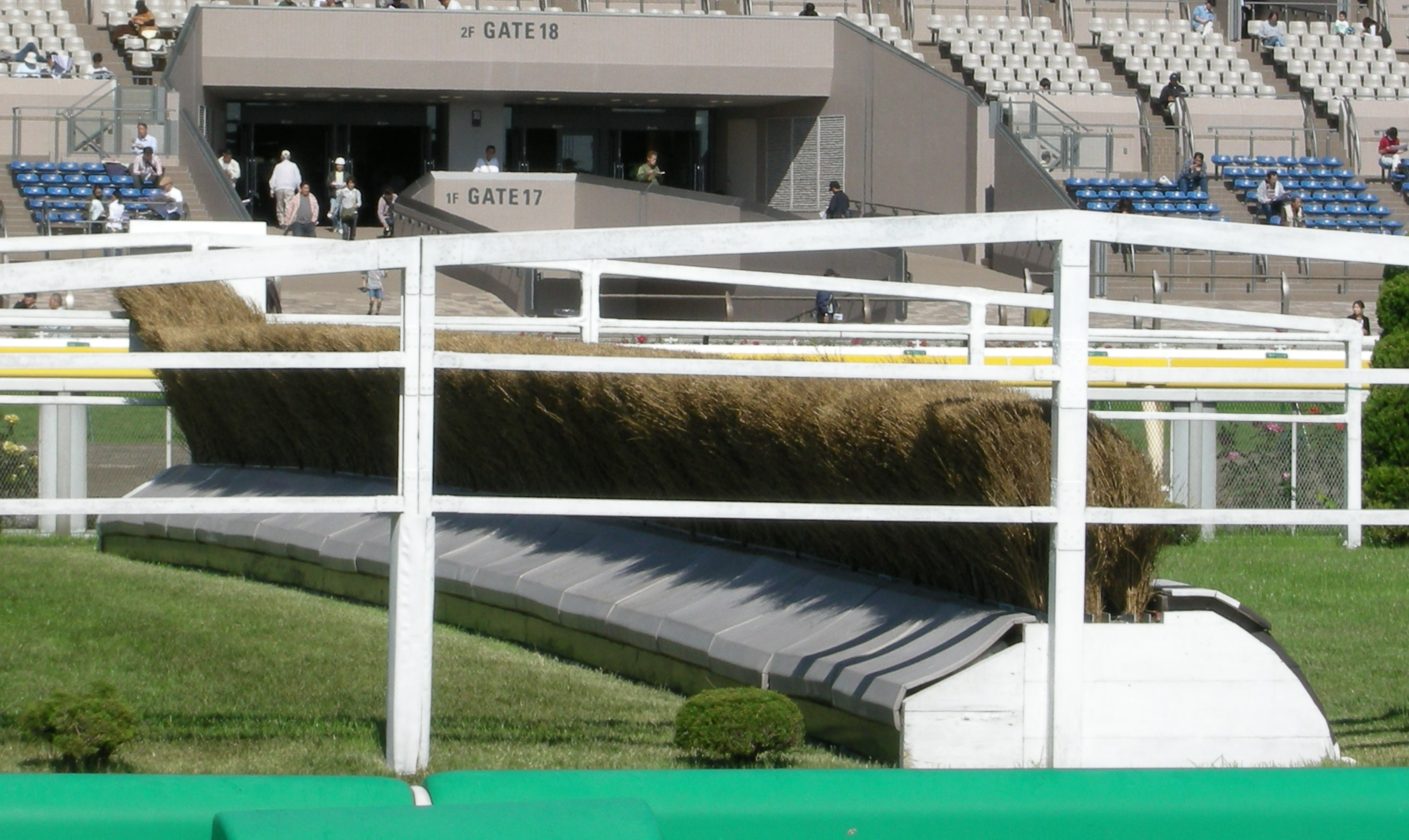

#### 水濠
周回の障害コースをもつ競馬場ではそれぞれ1つ設置されている。障害は飛越側の生垣とその後方の水濠で構成され、飛越の高さより幅を求められる障害である。飛越が足りず、水濠に後肢を踏み入れるとバランスを崩すことになり、大きなロスにつながる。障害の生垣部分の高さは1.2m以下、幅は生垣と水濠を合わせて3.7mから4mとなっている。番組改編以前は、生垣の大きさが80cm以下と小さく、東京競馬場の場合は高さ50cmの小さな柵が使われていた。現在のような形の水濠障害は京都競馬場の旧大障害コースに存在した大水濠以外には見られなかった。なお、水濠障害に入れられる水は、出走馬の本馬場入場から競走終了の間のみ入れられる。またかつては、京都競馬場と小倉競馬場に水のない「空堀障害」も存在した。

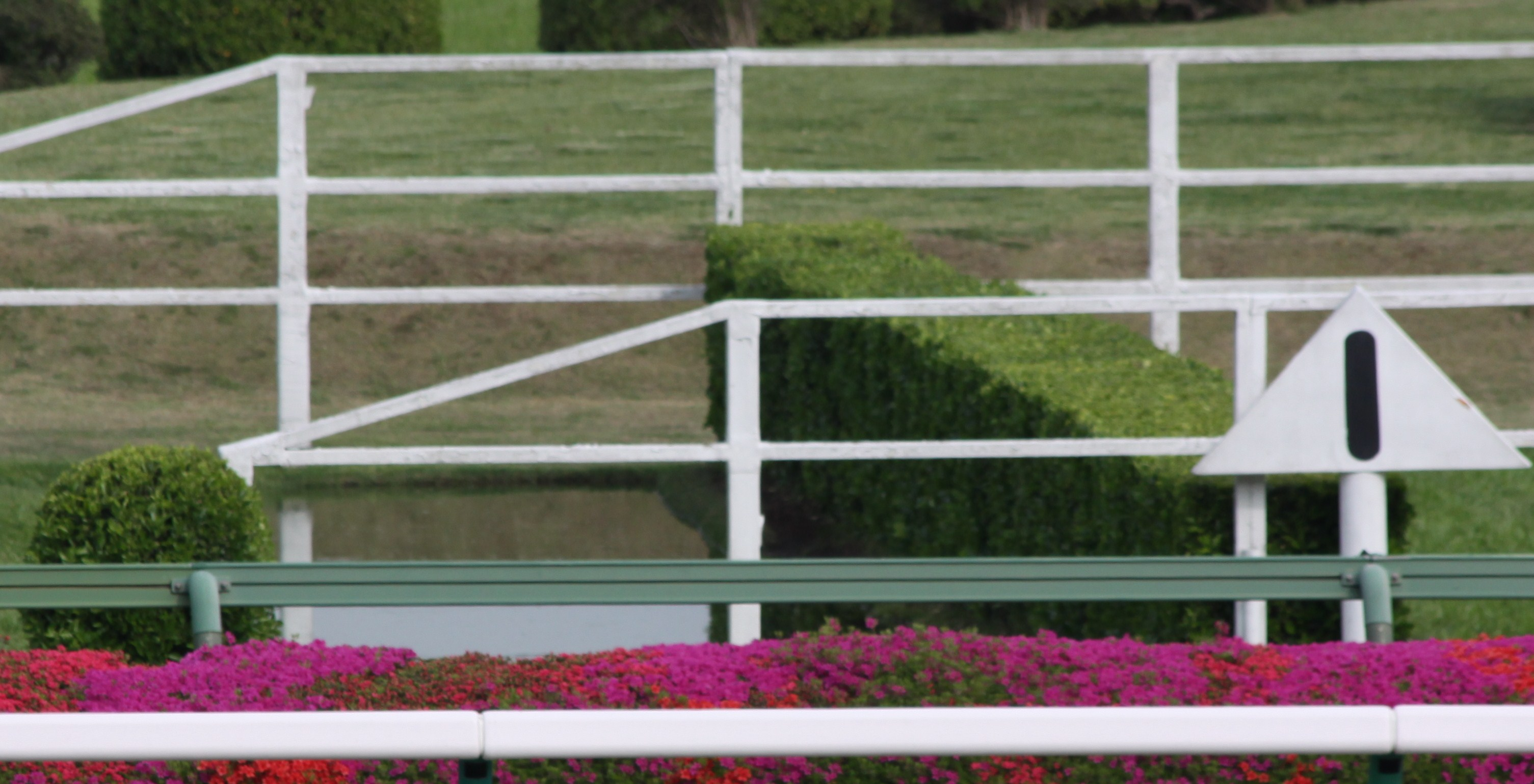

#### グリーンウォール
緑色の人工素材で作られた障害である。東京、阪神、福島競馬場にそれぞれ1つ設置されている。形状、大きさは竹柵とほぼ同じだが、より掻き分けにくくなっている。

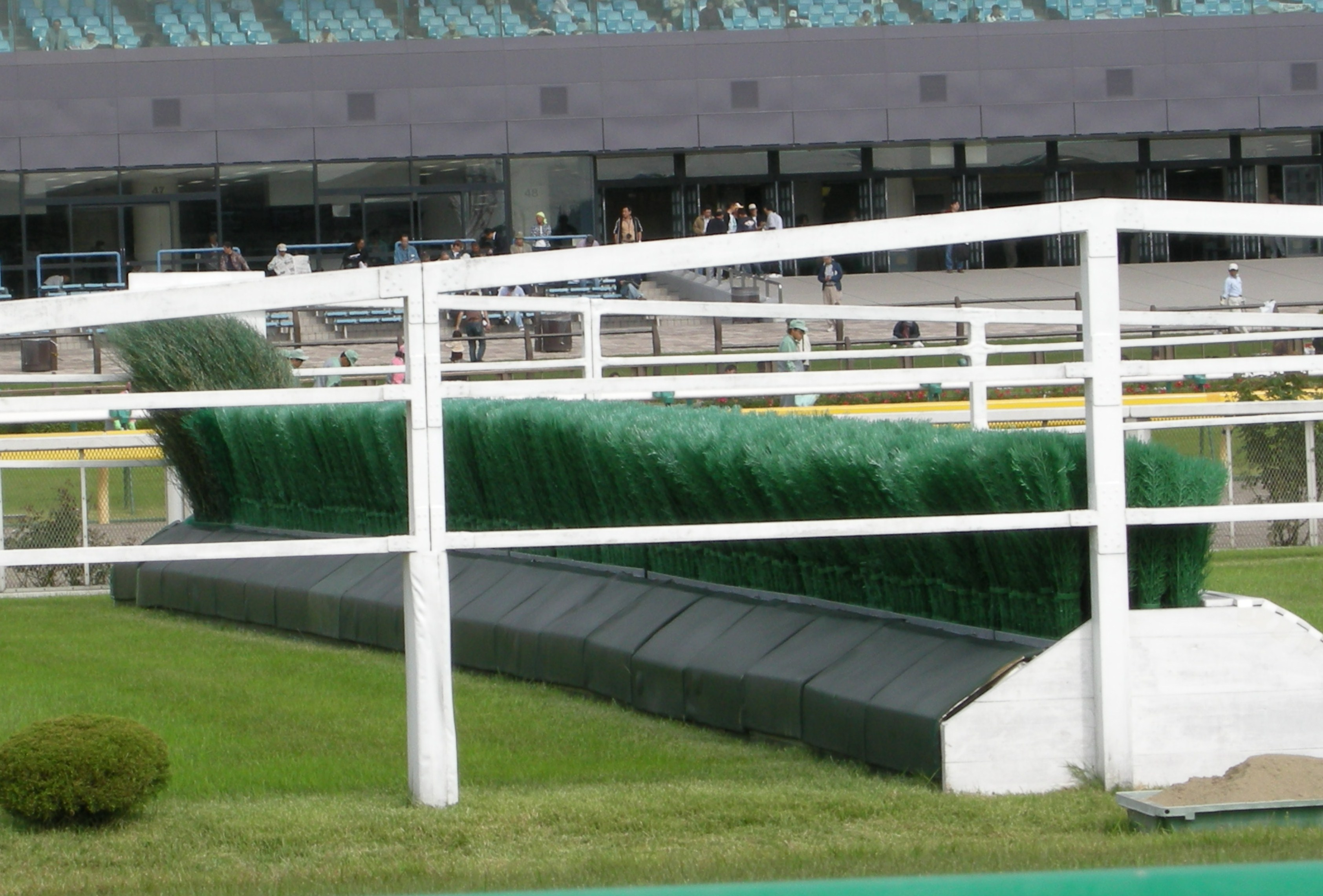

#### バンケット
京都競馬場で障害重賞のみ使用される。飛び上がり飛び降り台とも呼ばれ、一時期はビッグスワンと言う愛称が付けられていた。飛越して障害の上部に乗り、その後一定距離走った後に飛び降りる必要がある。高さは0.8m、幅は15.9mである。昭和20年代までは、東京競馬場と小倉競馬場にも同様の障害があった。

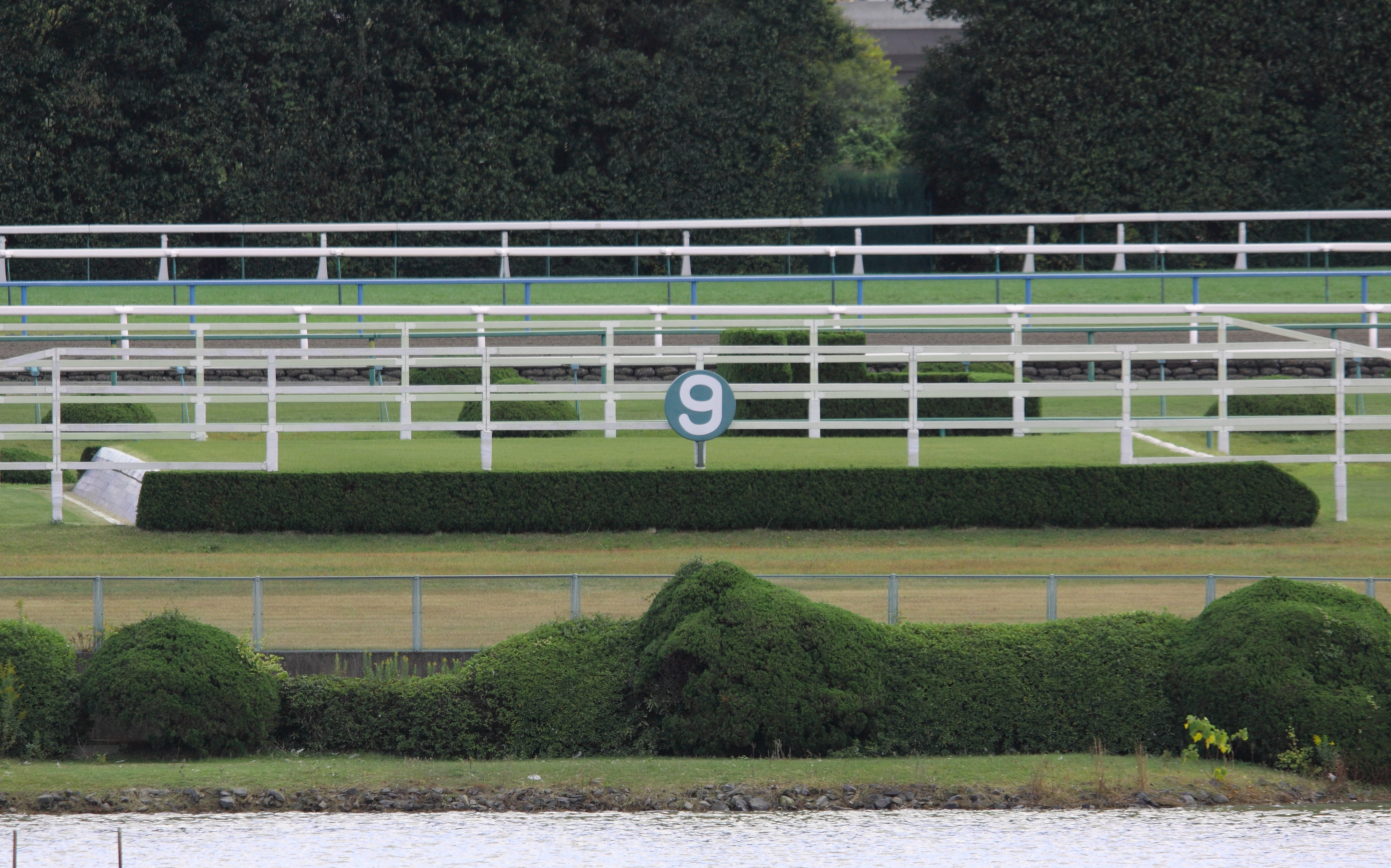

#### 置障害
平地競走の芝コースに設置される竹柵障害であり、分解または牽引車によって移動可能となっている。片面飛越のものは竹柵とほぼ同じだが、両面飛越できるものは竹柵が垂直に伸びている。

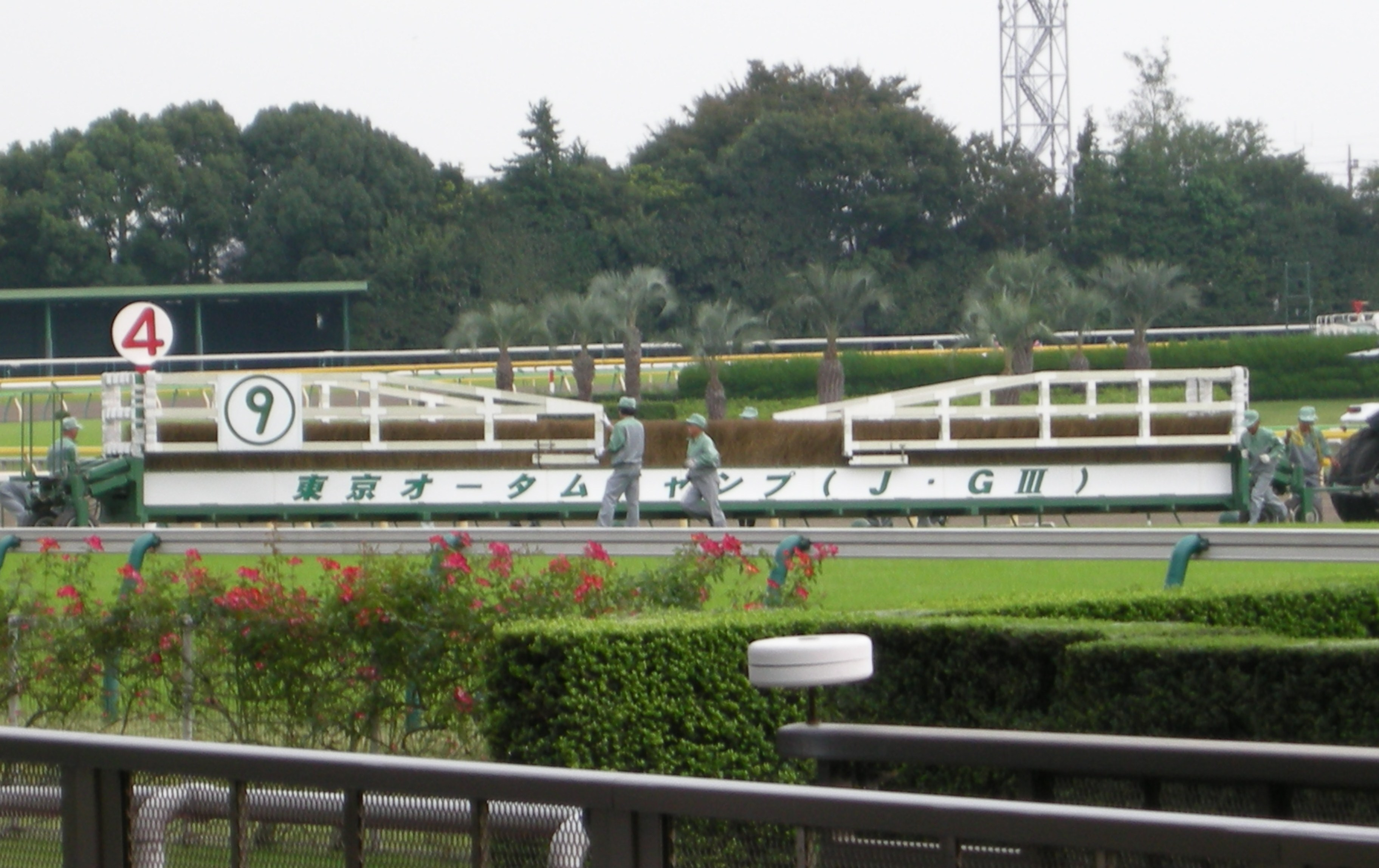

#### 坂路
急勾配の坂であり、登って降りる山型と、降りてから登る谷型がある。前者は福島、小倉競馬場、後者は中山競馬場に設置されており、中山競馬場は、元からの自然の地形を利用した、三つの谷型坂路が設置されており、他の競馬場はそれぞれ一つとなっている。山型は高低差が3m弱で長さが約80m。谷型は中山競馬場は1号坂路は高低差3.57m、長さ78m、3号坂路は高低差4.74m、長さ92mの他、障害GIのみに使用する2号坂路は高低差が5.3m、長さが113mとなっている。なお、飛越を伴わないこうした山型、谷型坂路のことも便宜上「バンケット」と呼ばれることがある。
なお、東京競馬場が開設された直後は、3・4コーナーの中間に山型の坂路が存在したが、短期間で通常の障害に変更された。

### 重賞一覧（2025年）
| 施行日   | 競走名                 | 競走格  | 距離    |
| -------- | ---------------------- | ------- | ------- |
| 2月15日  | 小倉ジャンプステークス | J・GIII | 芝3390m |
| 3月15日  | 阪神スプリングジャンプ | J・GII  | 芝3900m |
| 4月19日  | 中山グランドジャンプ   | J・GI   | 芝4260m |
| 5月17日  | 京都ハイジャンプ       | J・GII  | 芝3930m |
| 6月14日  | 東京ジャンプステークス | J・GIII | 芝3110m |
| 8月16日  | 新潟ジャンプステークス | J・GIII | 芝3250m |
| 9月20日  | 阪神ジャンプステークス | J・GIII | 芝3140m |
| 10月19日 | 東京ハイジャンプ       | J・GII  | 芝3110m |
| 11月8日  | 京都ジャンプステークス | J・GIII | 芝3170m |
| 12月27日 | 中山大障害             | J・GI   | 芝4100m |

負担重量はJ・GIレースは定量戦、J・GIIとJ・GIIIレースは別定重量戦になっている。京都ジャンプステークス、小倉ジャンプステークス（2008年当時は小倉サマージャンプ）、新潟ジャンプステークス、東京ジャンプステークス（2008年当時は東京オータムジャンプ）については2008年まではハンデキャップ競走として施行されていたが、有力馬の出走機会を拡大する観点から別定重量戦へとなった。

### 戦後に施行されていた重賞競走

#### サラブレッド系
いずれも年間に春と秋の2回施行されていた。
- 京都大障害…京都ハイジャンプ（J・GII）と京都ジャンプステークス（J・GIII）へ移行。
- 東京障害特別…東京ハイジャンプ（J・GII）と東京オータムジャンプ（現・東京ジャンプステークス）（J・GIII）へ移行。
- 阪神障害ステークス…阪神スプリングジャンプ（J・GII）と阪神ジャンプステークス（J・GIII）へ移行。

#### アラブ系
- アラブ大障害
- 中山アラブ障害特別
- 東京アラブ障害特別

## イギリス・アイルランドの障害競走

### 共通

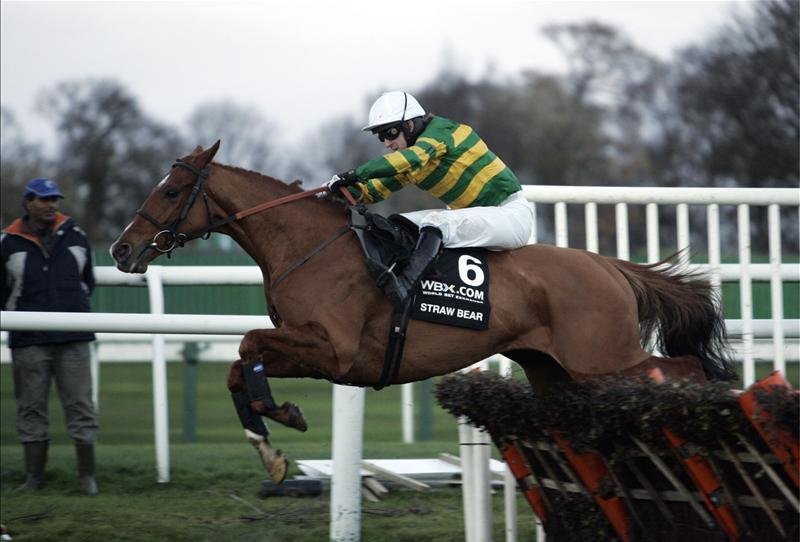
ハードル

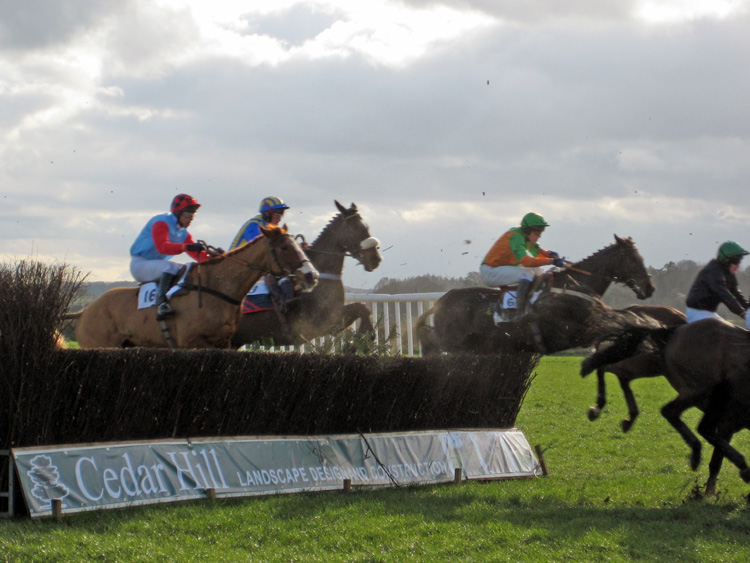
チェイス

イギリス及びアイルランドの障害競走はナショナルハント競走と呼ばれ、10月から4月までが障害競走のシーズンとなっており、大半が障害競走単独の開催である、また5月から9月までの間も一部の競馬場で競走が行われる。この2ヶ国は人馬の交流が盛んであり、競走形態もほとんど差異はない。この2国ではポイント・トゥ・ポインティングと呼ばれるアマチュア騎手の間で行われる障害競走もまた行われ、障害競走に対する認知度が高いこともあって、障害競走の人気は平地競走を上回るものであり、イギリスのレーシングポストで企画された20世紀の人気競走馬100選では1位アークル、2位デザートオーキッド、3位レッドラム、4位イスタブラクと上位4頭が障害馬で占められた（平地の競走馬は5位のブリガディアジェラードが最高位）。また、馬券の売り上げも障害競走が平地競走を圧倒しており、アイルランドの主要ブックメーカーのひとつであるパディーパワーが発表した2014年の英愛競馬売上上位20位では、平地競走ではダービーステークスが7位にランクインしたのみであり、残り19競走はすべて障害競走となった。売上の1位はグランドナショナル、17位はアイリッシュグランドナショナルであり、残り17競走はチェルトナムフェスティバルのレースで占められた。
イギリスでは平地競走が約5300施行されるのに対し障害競走は3300競走が行われ、アイルランドでは平地競走900に対して障害競走は1300と障害競走の方が多くなっている。障害競走はグレード制が導入されているが、平地と異なり、レースレベルのみで格付けされているわけではない。そのため、賞金額においてもG1>G2>G3が必ずしも成立しない。実際、英愛それぞれの賞金総額のトップの競走であるグランドナショナル、アイリッシュグランドナショナルは共にG1ではない。
競馬場は自然の地形を利用しており、起伏の激しいコースが多い。ハードル、チェイス、そしてナショナルハントフラットレース（障害馬用平地競走）はすべて競走距離の最低が2マイル（約3218m）となっている。ハードル、チェイスとも2マイル前後の短距離路線、2マイル半前後の中距離路線、3マイル以上の長距離路線に分かれて競走体系が組まれている。ただし、イギリスの全天候馬場併用競馬場（サゾルやリングフィールドなど）で同馬場（ファイバーサンドやポリトラック）を用いて行われるものや、あるいは芝においても3歳馬限定条件のナショナルハントフラットレースでは2マイルよりも短い距離での競走が施行されている。発走にはバリアー式発馬機などを使用する。
障害はハードルは3フィート1/2（約107cm）以上、チェイスは4フィート1/2（約137cm）以上（水濠を除く）と定められており、1レースでハードルは2マイルの競走で最低8回、以後1/4マイル毎に1回以上、チェイスは2マイルの競走で最低12回、以後1マイル毎に6回以上と定められている。チェイスの障害は日本の竹柵と似ているが、より幅が広く木の枝を束ねた固い障害であり掻き分けて飛越することは困難である。これの手前に空堀を設けたものをオープンディッチ、後方に水濠を設けたものをウォータージャンプと呼ぶ。オープンディッチは1マイル毎に1つ、ウォータージャンプはコース上に1つ以上と定められているが、ウォータージャンプについては近年設置していない競馬場も多い。英愛の競馬場ではほぼ全ての障害が基本的に同じ形をしているが、エイントリー競馬場のグランドナショナルなどに使用されるナショナルフェンスと呼ばれる障害はトウヒの枝を積み上げた独特のものであり、またクロスカントリーコースやバンクコースなどと呼ばれるコースでは丸太や土塁、バンケットなどの障害が設置され、伝統的なクロスカントリー競走が行われている。

### イギリス
2007/08シーズンはG1が30競走、G2が63競走、G3が25競走施行された。障害競走が最も盛り上がりを見せるのは3月にチェルトナム競馬場で開催されるチェルトナムフェスティバル、そして4月にエイントリー競馬場で開催されるグランドナショナルミーティングである。
チェルトナムフェスティバルでは4日間の開催で20万人以上の観客が押し寄せる。12ものG1競走が施行され、中でもチャンピオンハードル（Champion Hurdle）、チェルトナムゴールドカップ（Cheltenham Gold Cup）というハードル、チェイスの最高峰のレースが行われる。
また、グランドナショナルミーティングのメイン競走であるグランドナショナル（Grand National）は創設以来170年に及ぶ伝統のハンデキャップ競走であり、4マイル1/2（約7.2km）という非常に長い距離と、ハンデ戦ゆえの40頭という多頭数による迫力のある過酷なレースが行われることから、エプソムダービーよりも遥かに高い視聴率と売上を誇る。
5月から9月までの夏障害では、およそ800競走が行われるが、ほとんどが下級条件戦であり、リステッド競走がわずかに行われる程度である。逆に冬の期間は以前は障害競走のみで平地競走は行われなかったが、現在はオールウェザーが普及したため平地競走も数多く施行されている。
G1競走はハードルとチェイス、距離、そしてノービスのためのG1とカテゴリにより細分化され、それぞれにほぼ平等に割り振られている。格付けは英国競馬統括機構（BHA）の障害競走小委員会（Jump Racing Sub Committee）によって決定される。格付けには基準となるレーティングが定められており、過去3年の上位4頭の平均がG1なら155、G2は145、G3は140、ノービスはそれぞれ135、125、120、NHフラットは130、120の各レートを満たす必要がある。ただし、G1競走については馬齢、セックスアローワンス以外は定量で行わなければならず、G2は馬齢重量かハンデ幅を抑えたリミテッドハンデキャップ、そしてG3はハンデキャップ競走でなければならない。例を挙げるとグランドナショナルは2006年から2008年のレーティングが155.71でありG1の基準を満たしているが、同競走はハンデキャップ競走であるのでG3に格付けされる。
その他、競走レベルによってクラス1からクラス6まで分かれており、グレード競走、リステッド競走は全てクラス1に位置している。ハンデキャップは最大で12ストーン7ポンド（79.4kg）、最低で9ストーン7ポンド（60.3kg）であるが、大半の競走においては12ストーン（76.2kg）から10ストーン（63.5kg）までに設定される。

### アイルランド
2007/08シーズンはG1が28競走施行された。イギリスとは異なり、アイルランドではハンデキャップ競走は別枠としてグレードA、B、Cという格付けを行っている。障害競走が最も盛り上がりを見せるのは4月にパンチェスタウン競馬場で行われるアイリッシュナショナルハントフェスティバル、そして復活祭の時期に合わせて概ね4月にフェアリーハウス競馬場で行われるイースターフェスティバルである。前者はパンチェスタウンギネスゴールドカップなど数多くのG1競走が行われ、後者は伝統の大レースであるアイリッシュグランドナショナルが行われる。夏障害でも多くの競走が施行され、一部でグレード競走も行われている。

## フランスの障害競走

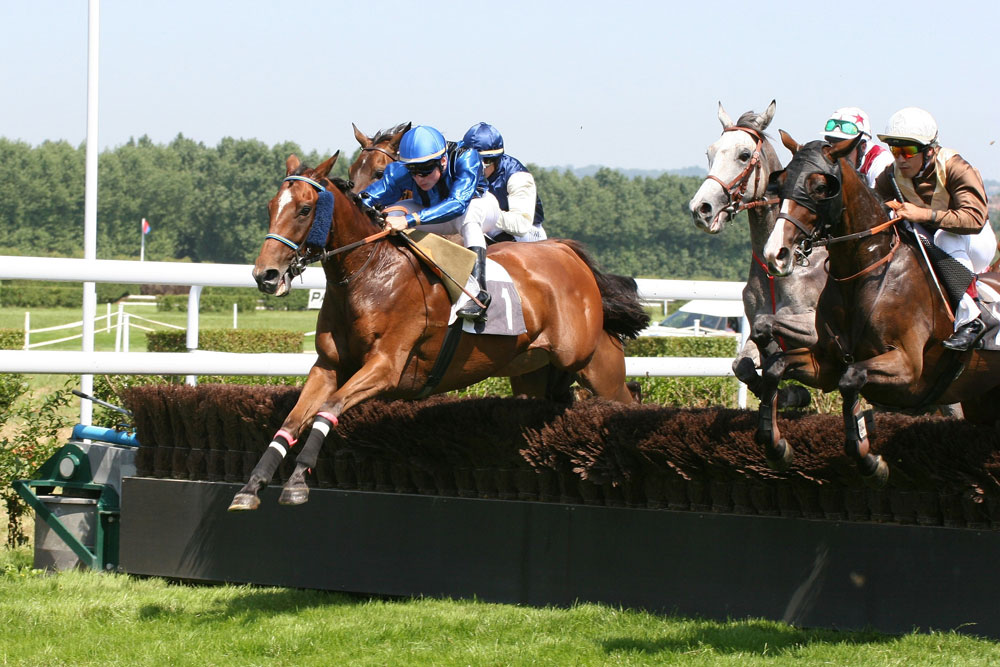

全国的に障害競走が行われ、競走数は平地競走4500に対して障害競走は2200ほど行われる。障害競走は年間を通して行われ、平地競走との混合開催と単独開催両方がある。ハードル、チェイスともに一般競走は多くが3000mから4000mの間で施行されるが、重賞競走は最低距離は3500mであり6割以上が4000mを超えるものとなっている。またクロスカントリー競走も行われており、これは全ての競走が4000m以上である。コースは基本的に平坦であるものが多く、人工的な坂路や多様な障害を設置している。発走には発馬機を使用しない。障害馬は英愛のノービスのような障害経験でなく、3歳戦、4歳戦といった馬齢による区分がなされている。
グループ制が導入されており、G1が9競走、G2が11競走、G3が28競走行われ、格付けと賞金はほぼ連動している。パリの障害競走専門の競馬場であるオートゥイユ競馬場が中心となっており、パリ大障害やラエ・ジュスラン賞などの全てのG1競走はここで行われる。

## チェコの障害競走
全国的に障害競走が行われ、競走数は平地370に対して障害競走は160ほど行われる。障害競走は3月から10月までとなっており、最大の競走はパルドゥビツェ競馬場で行われるヴェルカパルドゥビツカである。

## オーストラリアの障害競走
中山グランドジャンプを3連覇したカラジやセントスティーヴンなどハイレベルな障害馬を持ち、ニュージーランドからの遠征馬も多かったが、近年障害競走における死亡事故が動物の権利の観点から問題視され、障害の難易度を低下させるなどの対策をとったものの、事故率の低下にはつながらず、競走数の削減や、州単位での廃止が相次いでいる。その為、現在障害競走が行われるのはビクトリア州と南オーストラリア州のみである。かつてはクイーンズランド州、ニューサウスウェールズ州でも行われていたが、いずれもかなり以前に廃止しており、さらに2007年4月にタスマニア州が障害競走を中止、2010年シーズンをもってビクトリア州も障害レースを一旦廃止したが、その後、安全対策としてOne Fit Hurdleという新素材のハードルを導入して障害競走を復活させることになった。
かつての障害競走のシーズンは2月から7月までで、すべてが平地競走との混合開催となっていた。発走にはスターティングゲートを使用する。コースは平坦であり、チェイスでも距離も4000m以下のものがほとんどで、ハードルの最低距離は2800mとなっていた。7割弱がハードル競走であり、使用するハードルは40cmほどの飛越でクリアが可能であった。またチェイスの障害も低く、掻き分けやすい人工素材が使用されており難易度は低い。競走の格付けはなされていないが、15競走が重賞として施行されており、主要な競走にはフレミントン競馬場のグランドナショナルスティープルチェイス、ムーニーヴァレー競馬場のヒスケンススティープルチェイスなどがあったが、いずれも現在では実施されていない。

## ニュージーランドの障害競走
全国的に障害競走が行われ、2008年はアマチュア騎手の7競走を含め、年間123競走が施行される。障害競走のシーズンは4月後半から9月末までであり、すべてが平地競走との混合開催となっている。ハードルは競走距離が短く、重賞競走以外は2400mから3200mまでで行われるのに対し、チェイスは大半が4000m以上の競走となっている。発走にはスターティングゲートを使用するが、一部のチェイスでは発馬機を使用しない。ハードル競走は基本的に平地競走のコースに小規模な置障害を設置して行われる。チェイスでは専用のコースを使用するが、専用のコースがない競馬場ではチェイスを施行しないか、平地競走のコースにチェイス用の置障害を設置する。チェイスの障害は生垣障害が多く、連続障害や丘を利用したコースあり、全体的に難易度はオーストラリアよりかなり高めである。
障害重賞はプレステージジャンプレース（PJR）と呼ばれ、グレード制が導入されている。6競走がG1に格付けされており最大の競走はエラズリー競馬場のグレートノーザンスティープルチェイスである。

### 重賞一覧
G1
- グレートノーザンハードル
- グレートノーザンスティープルチェイス
- ウェリントンハードル
- ウェリントンスティープルチェイス
- グランドナショナルハードル
- グランドナショナルスティープルチェイス

G2
- ワイカトハードル
- ワイカトスティープルチェイス
- ホークスベイハードル
- ホークスベイスティープルチェイス

G3
- グレートウェスタンハードル
- グレートウェスタンスティープルチェイス
- ケンブラウンメモリアルハードル
- マクグレゴーグラントスティープルチェイス
- アワプニハードル
- マナワツスティープルチェイス
- ランバーコープハードル
- パクランジャハントスティープルチェイス

## アメリカ合衆国の障害競走

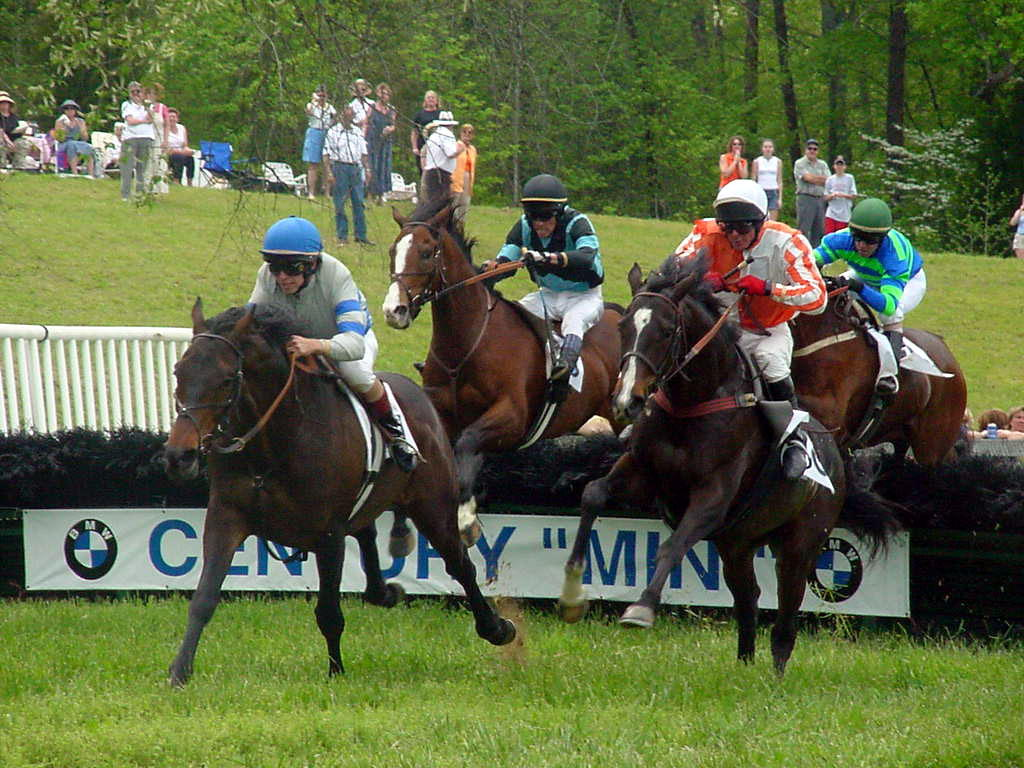
ナショナルフェンス

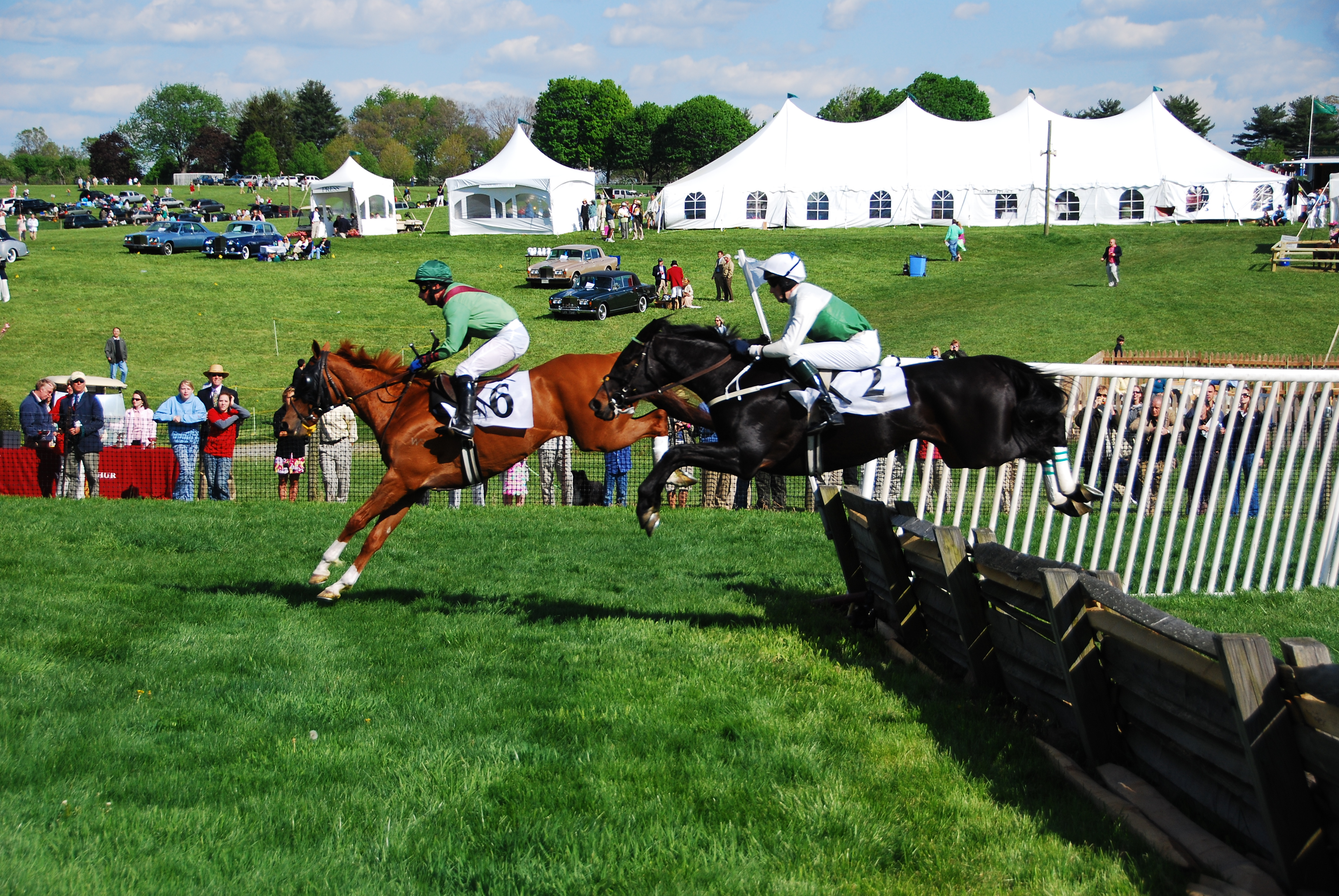
ティンバーフェンス

アメリカで初めての障害競走は1834年にワシントンD.C.で行われた。
現在障害競走が行われているのはペンシルベニア州、メリーランド州、バージニア州などの東部の複数の州であり、競走数は200程度である。障害競走のシーズンは3月から5月の春シーズン、そして9月から11月の秋シーズンに分かれており、夏場にもいくつかの競走が行われている。基本的に障害競走専用の競馬場での単独開催となるが、夏場を中心にサラトガ競馬場などで平地との混合開催も行われている。
ハードルとチェイスの区別はないが、障害はナショナルフェンスとティンバーフェンスの2種類があり、ナショナルフェンスが主に使用され高さは4フィート4インチ（約132cm）以上となっている。これは日本の竹柵に近いが幅が狭く、掻き分けやすい障害である。また、ティンバーフェンスは木製の柵となっており、太い横木を数段並べている。高さは競馬場によって差があり、また衝撃を受けると落下するものもある。またトレーニングフラットと呼ばれる障害馬用の平地競走も行われているが、これには基本的に主催者側から賞金は支給されない。
競走距離はトレーニングフラットを除きすべて2マイル以上となっており、ティンバーフェンスを使用する競走は3マイル以上で行われる。発走にはスターティングゲートを使用しない。斤量は競走により差があり、130ポンド（59.0kg）から180ポンド（81.6kg）まで様々である。グレード制が導入されており、9競走がG1に格付けされている。なお、ティンバーフェンスのグレード競走はない。主要な競走にはグランドナショナルハードルがあり、またカロライナカップ、テンプルグワスメイ、ナショナルハントカップの3競走でノービス三冠を形成している。

### 重賞一覧
G1
- ジョージアカップ
- ロイヤルチェイス
- イロコイハードル
- ニューヨークターフライターズカップ
- ロンサムグローリースティープルチェイス
- フォックスブックシュプリームハードル（ノービス）
- グランドナショナルハードル
- チャンピオンシップシュプリームハードル（ノービス）
- コロニアルカップ

G2
- カロライナカップ（ノービス）1戦目
- テンプルグワスメイ（ノービス）2戦目
- ナショナルハントカップ（ノービス）3戦目
- A.P.スミスウィックメモリアル
- モンマスカウンティハント（ノービス）

G3
- マルケルスフロスト
- デイビッド L."ゼク" ファーガソンメモリアル
- アップルトン

ティンバーフェンス
- バージニアゴールドカップ
- メイソンホックランドメモリアル

## 障害競走の競走馬
現在はサラブレッドであることがほとんどであり、日本やアメリカではサラブレッドに限定されているが、フランスなどでは非サラブレッドの競走馬（例えばオートルクピュルサン）も出走している。最初から障害競走用として生産される馬と、平地競走から転向する馬と二通りがあるが、ヨーロッパ以外の地域では平地競走からの転向が大半である。また、オセアニアを中心に障害競走に出走するようになってもシーズンオフなどに平地競走にも出走する馬も多い。英愛では特にバンパーでレースの経験を積み、その後ハードルへと駒を進め、飛越が上達すればチェイスへと進むという手順を踏むことが一般的である。それとは別に、アマチュア障害競馬のPoint-to-Pointで経験を積んだ馬が転向してくるケースも珍しくない。身体能力以外に飛越技術も問われるため、平地に比べて経験の豊富な高齢馬が活躍しやすい。
障害競走でデビューする前に、気性を抑えて扱いやすくしたり、怪我を防止するためほぼ全ての牡馬は去勢し騸馬となる。そのため障害馬の種牡馬は基本的に平地競走馬であり、平地競走よりスタミナが豊富な種牡馬が好まれる。しかし、日本では騸馬が極端に少なく、多くの馬が去勢されることのないままレースに出走している。

## 障害競走の騎手
日本では競馬学校設立以前は障害競走のみの騎乗免許も取得可能であったが、現在中央競馬の騎手は競馬学校を卒業した若手騎手は平地競走と障害競走両方の免許を取得する。それ以外の騎手に関して、海外・地方競馬から移籍した騎手は全員平地競走免許のみの取得であり、馬術競技から転身した小牧加矢太（2022年初免許取得）と馬術競技出身で調教助手から転業する坂口智康（2024年初免許取得）は障害競走免許のみの取得となっている。
以前のケースでは、年齢を経るごとに体重が重くなった騎手が、平地免許を返上して障害専門騎手になるケースが多かった。現在では、平地との斤量差が小さいこと、そして障害競走の競走数の問題もあり、障害競走専門の騎手は減少し、多くの騎手が平地競走への騎乗も行っている。
かつては岡部幸雄、南井克巳、的場均、柴田善臣、横山典弘などといった平地でもトップクラスの騎手も、デビューから数年間は障害競走にも騎乗した経験があり、いずれも勝利を挙げるなど、障害戦の騎乗は一般的に行われていた。1984年のグレード制導入以降、熊沢重文、岡冨俊一、高田潤、柴田大知（後に平地競走に専念）などのように障害戦との騎乗を両立させながら平地・障害双方の重賞を制した騎手も複数存在する。ただし、障害競走は落馬の発生が平地競走よりも多く、平地競走よりもリスクが高いと考えられており、賞金に対する騎手の取り分が7%と平地における5%より多くなっており、また騎乗手当も平地を上回っている。
こうしたリスクもあり、若手騎手のうちは両方の免許を持っていても、平地である程度活躍するなどして、一度も障害競走に騎乗することなく障害の免許を返上するケースがある。また、小島貞博や根本康広のように障害戦で重賞を勝利した騎手が、年齢を経て平地での騎乗が多くなるようになり、障害免許の返上に至る事もある。逆にあまり活躍できず、減量特典が失われた段階で、騎乗数確保を求めて障害競走に騎乗するケースが多い。近年ではデビュー間もない騎手の障害戦騎乗は前出の小牧加矢太や坂口智康（初免許時から障害限定免許）のような例を除いて、非常に少なくなっているが、小牧加矢太の活躍に触発される形で2年目以降の若手騎手の障害競走挑戦も散見されるようになった。
2013年までは、第三場で障害競走は行われなかったが、第三場では若手騎手限定競走が行われることが多く、多くの若手騎手は遠征する。これらの結果、障害競走に通年で騎乗する騎手が少ない状況にある（逆に、障害競走に騎乗するため、若手騎手限定競走に騎乗可能な騎手も不足気味で、こちらも若手ではない騎手が騎乗する問題が発生している）。その結果、2013年1月20日には、前日1月19日に2名の障害騎手が落馬負傷し、20日に障害競走に普段から騎乗している騎手が他にいなかったために、騎乗予定だった2頭いずれも出走取消になる事態が発生している。2014年以降は、重賞や一部のオープン特別を除き、第三場での開催が基本となるように改善されたため、障害を主戦に転向した若手騎手が若手騎手限定競走に参加しやすくなるなど改善された。また、同一日に同一施行場で障害競走が複数回組まれる場合は、原則として出走頭数が多い競走が先に行われる。
欧米では女性の障害騎手も多く活躍しているが、JRAでは女性騎手が増加傾向ではあるものの障害競走への挑戦例は極めて少なく、2023年の時点まで板倉真由子と西原玲奈の2名しかおらず、いずれも数戦（西原に至っては障害初戦で落馬し重傷を負っている）で挑戦を断念している。
欧米ではアマチュア騎手との交流が盛んで、1990年にミスターフリスクでグランドナショナルに優勝したマーカス・アーミテージなど多くのアマチュア騎手が大レースを制している。また、英愛では競走数が多いこともあり、トニー・マッコイが2001/02シーズンに記録した289勝は平地競走のそれを上回っている。